# 삼척 신흥사 설선당 및 심검당

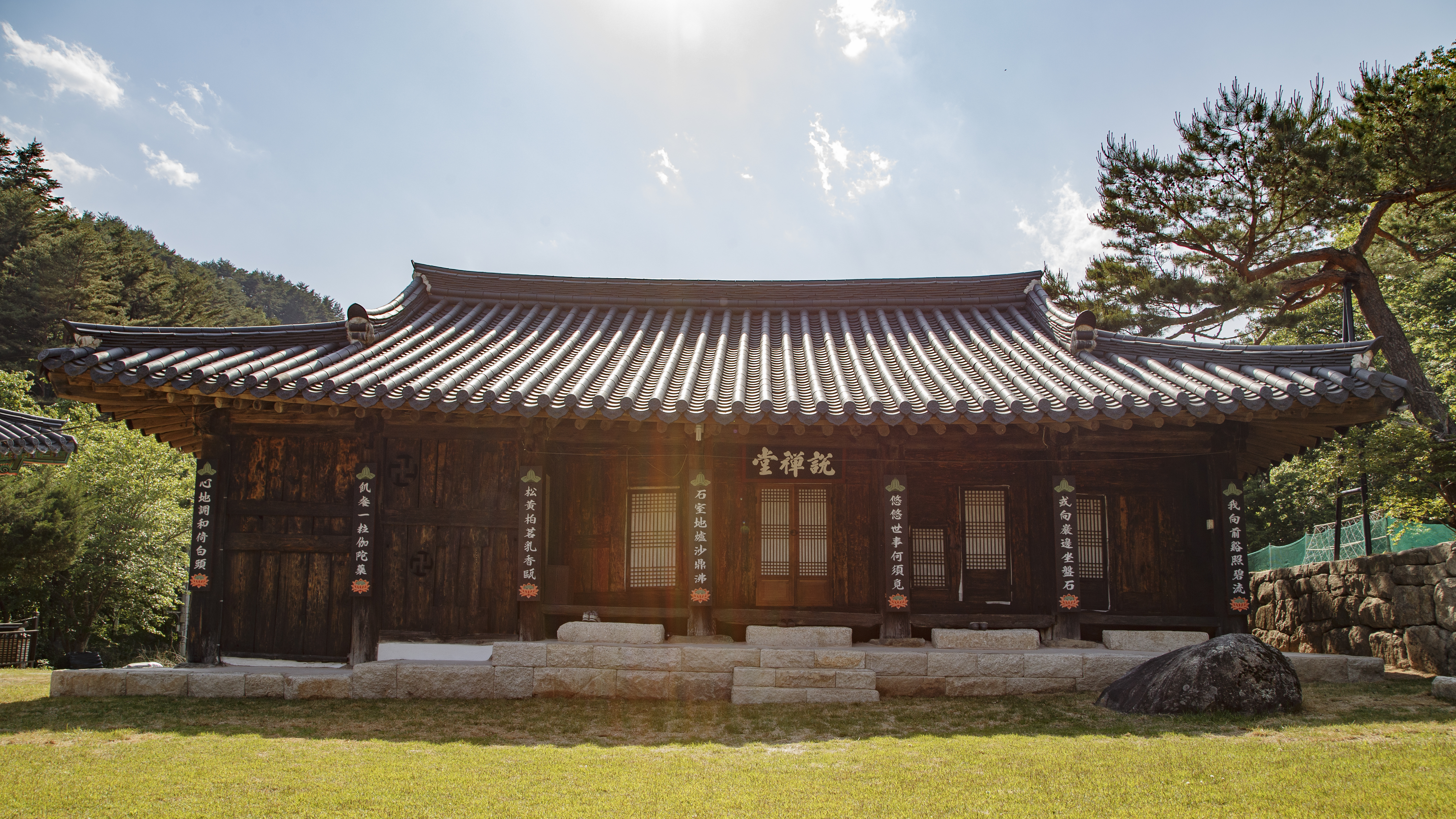

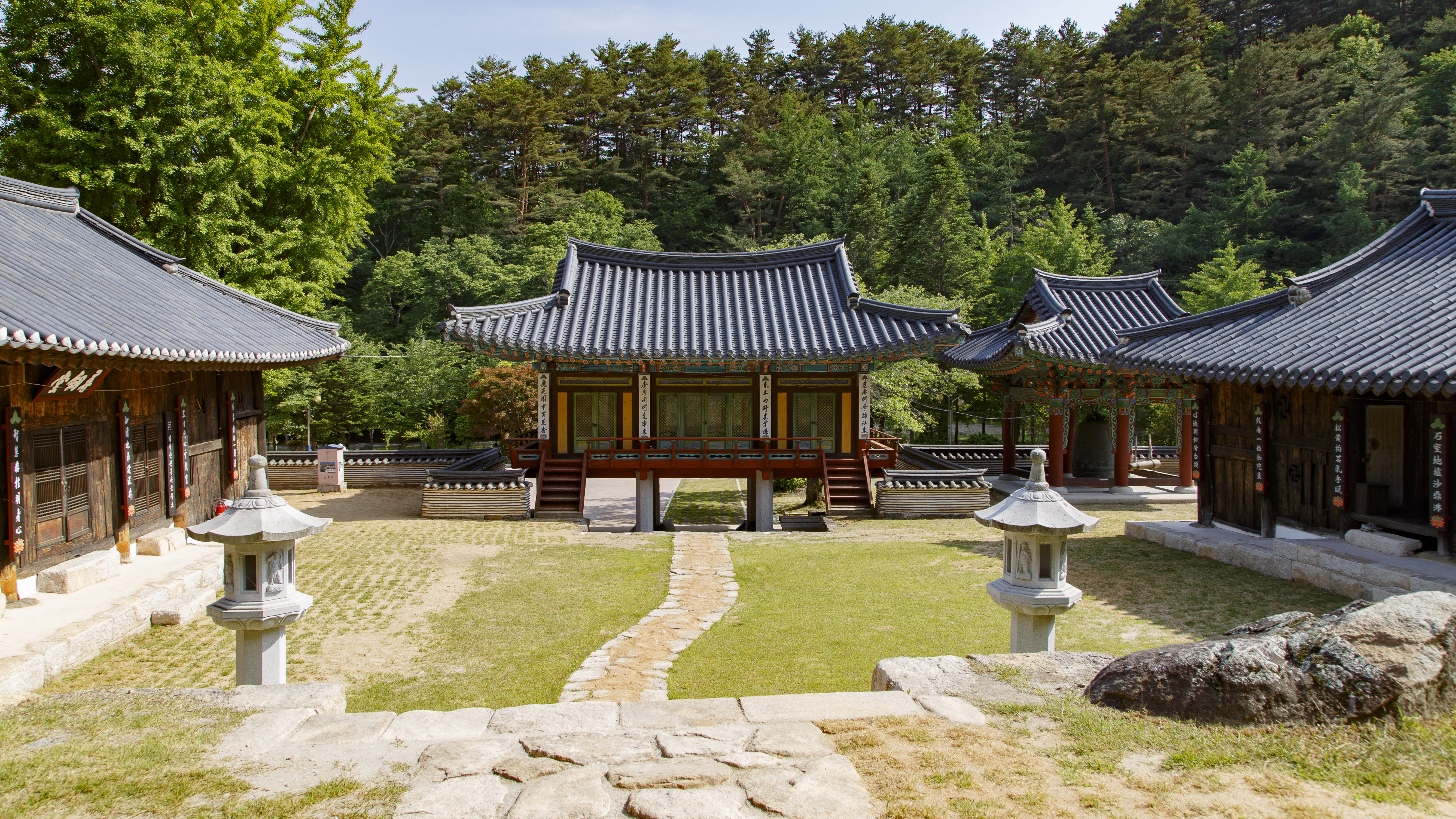

삼척 신흥사 설선당 및 심검당(三陟 新興寺 設禪堂 및 尋劍堂)은 대한민국 강원특별자치도 삼척시 근덕면 동막리, 신흥사에 있는 건축물이다. 1988년 5월 18일 강원특별자치도의 문화재자료 제108호로 지정되었다.

## 개요
신흥사(新興寺)는 진덕여왕(眞德女王) 3년(889) 범일국사(梵日國師)가 창건(創建)하여 지흥사(池興寺)라 하였는데 조선(朝鮮) 현종(顯宗) 15년(1674) 현위치로 이전하여 광운사(廣雲寺)라 하였고, 후에 다시 운흥사(雲興寺)로 개칭하였다. 영조(英祖) 46년(1770) 화재로 소실(燒失)된 것을 중건하고 순조(純祖) 21년(1821) 신흥사(新興寺)라 개명하였다. 설선당(說禪堂)과 심검당(尋劍堂)은 모두 신흥사(新興寺)의 요사(寮舍)로 그중 심검당(尋劍堂)은 현종(顯宗) 15년(1674) 건립된 ㄴ자형 목조와즙(木造瓦葺) 홑처마 팔작기와지붕이며, 심검당(尋劍堂)은 영조(英祖) 47년(1771) 건립된 ㅁ자형 목조와즙(木造瓦葺) 홑처마 팔작기와지붕의 건물로 진영각(眞影閣)이라고도 불린다.

## 참고 자료
- 삼척신흥사설선당및심검당 - 국가유산청 국가유산포털